# Доброводская волость
Доброво́дская волость — административно-территориальная единица в составе Севского уезда Орловской губернии. Административный центр — село Доброводье.
Волость была образована в ходе реформы 1861 года и первоначально объединяла девять населённых пунктов (13 сельских обществ). Однако в 1880-х годах волость была расформирована, а её территория вошла в состав Стрелецкой волости.
В феврале 1917 года самостоятельная Доброводская волость вновь была восстановлена. По состоянию на 1920 год, она включала четыре сельсовета: Гапоновский, Доброводский, Погребовский и Сенновский.
Окончательно упразднена 22 апреля 1922 года путём воссоединения со Стрелецкой волостью.